# سوسارت
سوسارت هي قرية في مقاطعة أصفهان، إيران. يقدر عدد سكانها بـ 281 نسمة بحسب إحصاء 2016.